# 肇庆市第一中学
肇庆市第一中学，简称肇庆一中，是位于中国广东省肇庆市端州区的公办完全中学，隶属于端州区教育局。
学校前身为1041年由时知端州的包拯创办的星岩书院，1908年因清末新政改制为近代中学，是为高要阖邑公立中学堂，中华人民共和国建立后改为现名。
肇庆市第一中学现为全国绿色学校创建活动（第四批）先进学校、广东省一级学校、广东省安全文明校园、肇庆市德育名校。

## 历史沿革
- 1040年，北宋康定元年，端州知州包拯在城北宝月台创办星岩书院，请梁燮掌教。
- 1078年，北宋元丰年间（1078年～1085年），端州知州王洎己更名为西石头庵，以区别于东石头庵——阅江楼。
- 1178年，南宋淳熙年间（1178年～1189年），高要人黄执矩复名为星岩书院
- 1608年，明万历三十六年，端州知府张一栋在星岩书院旧址建观音殿、殿后建楼、称为太和阁，清代改为包公祠。
- 1608年，清嘉庆十年，肇庆巡道窦国华将星岩书院开辟为五峰园、增添溯洄，半舫室，晚香榭，退思台等亭台楼阁。
- 1830年，清道光十年，端州知府夏森圃新建水台，名为观荷。
- 1854年，清咸丰四年，宝月台观音殿、太和阁因战乱遭毁。
- 1855年，清咸丰五年，知府郭汝诚没收观音庵，改办龙图书院以纪念包公。
- 1856年，清咸丰五年，知府郭汝诚因款绌停办。
- 1855年，清同治元年，州府复办龙图书院，恢复“星岩书院”名。
- 1906年，清光绪三十二年，由州府更名为师范讲习所。
- 1907年，清光绪三十三年，由州府更名为政治传习所。
- 1908年，清光绪三十四年，州府拆观音殿，创办高要阖邑公立中学堂。
- 1912年，民国元年，由政府更名为高要县立中学。
- 1917年，新加坡华侨陈祝龄捐资重建魁星楼（原星岩书院的“众绿厅”，清代时改为包公祠、后又改名为魁星楼）。
- 1934年，肇庆市高要籍的国民党高级将领余汉谋捐资改建魁星楼并赠一批古籍，因此更名为汉谋图书馆
- 1950年，由政府更名为高要县第一中学，迁至五经里（1953年）。
- 1961年，正式更名为肇庆市第一中学，地址是建设三路46号。

## 校训
“励志笃行，厚积薄发”（2021年前）
“清心直道，修干成栋”（2021-至今）

## 地理位置
肇庆市第一中学位于粤西名城肇庆市的端州区，北面建设三路，南拥西江，西临中心市场，东临五经里，是在闹市之中的一处颇为幽静的冶学之地。
具体地理位置数据：东经112°28'，北纬23°3'3"。

## 主要建筑

### 教学楼
教学楼位于校园东侧，分为南、北两幢，1991年建成。南北两楼的底层均设有风雨球场，可进行排球、羽毛球、掷铅球等运动。南北两楼以天桥走廊相连，每层一条，在中央另有一座楼梯，形成东西向的"H"型结构。
教学楼南楼为初中楼，教学楼北楼为高中楼。自2006年扩招以来，学生数目剧增，旧教学楼已不能满足需要，故修建综合楼，安排高三级的课室。故现在教学楼北楼仅安排了高一、高二两个年级的课室。
东面设有一幢两层小楼，第一层是小礼堂，第二层是图书馆，自2008年百年校庆以来，累计藏书约三十万本。
西面为升旗广场，设有升旗台。

### 综合楼
综合楼于2007年建成，总共七层，与之前的科学楼以天桥结合。每层有六间课室。
×底层：风雨球场，设有单杠、双杠、秋千、吊环、天梯等体育设施，2011年新建落成保健室小屋；
×二层：南为收藏室、北为乒乓球室及舞蹈室；
×三层：南为高三主科老师办公室、北为高三课室；
×四层：南为高三文理科老师办公室、北为高三课室及高三辅导室（最北的一间）；
×五层：由南至北依次为：美术（2）室、美术（1）室、地理室、历史室、通用技术室
×六层：由南至北依次为：信息技术中心、多媒体技术（1）～（3）室、地震室
×七层：南面为音乐室，中间为羽毛球室、北面为其他功能室。

### 科学楼
科学楼位于校园西南角，总共七层，20世纪90年代中期建成。
×底层（阶梯室层）：分为东阶梯室和西阶梯室；
×二～三层：化学实验室；
×四～五层：生物实验室；
×六～七层：物理实验室。

### 办公楼
办公楼为两层建筑，是校园行政核心。
×一层：由东至西为校医室、体育组室、总务处、团委和德育处、教研室；
×二层：由东至西为油印室、教研(2)室、教研(1)室、心理辅导室、会议室、校长室。

### 运动场
运动场拥有一条五道200米跑道、四个篮球场、两个沙池，可进行各项田径类运动。但校运会则会移师至[肇庆市体育中心]和[西江体育场]举行。

### 生物园及地理园
生物园及地理园坐落于教学楼北侧，原来是两进式公园，第一进为生物园，第二进为地理园。2011年重修后将两园合并，修葺成拥有亭台楼阁的学生学习与休憩地。